# جوليو نوتشاري
جوليو نوتشاري (بالإيطالية: Giulio Nuciari)‏ (مواليد 26 أبريل 1960) هو مدرب كرة قدم إيطالي ولاعب سابق لعب كحارس مرمى.